# ماری-ژوزه نات
ماری-ژوزه نات (فرانسوی: Marie-José Nat‎؛ زادهٔ ۲۲ آوریل ۱۹۴۰) یک هنرپیشه اهل فرانسه است.
وی بازیگر فیلم‌هایی همچون تربیت احساساتی و داس‌ها بوده است.